# Жејане
Жејане (ир. Jeiăn) су насељено место у саставу општине Матуљи, у северноисточном делу Истре, у Приморско-горанској жупанији, Република Хрватска.

## Историја
Жејане су настале у 14. веку, када су се доселили Ћићи (Власи) са Крка, а први пут се помињу 1395. године. Село је место где се најбоље очувао истрорумунски језик.
До територијалне реорганизације у Хрватској насеље се налазило у саставу старе општине Опатија.

## Становништво
На попису становништва 2011. године, Жејане су имале 130 становника.